# تپه کند تپه سی
تپه کند تپه سی در شهرستان بوئین‌زهرا، بخش آبگرم، روستای قمشلو واقع شده و این اثر در تاریخ ۲۵ اسفند ۱۳۷۹ با شمارهٔ ثبت ۳۱۱۶ به‌عنوان یکی از آثار ملی ایران به ثبت رسیده است.